# Attili
Attili är en ort i Indien.   Den ligger i distriktet West Godāvari och delstaten Andhra Pradesh, i den södra delen av landet, 1 400 km söder om huvudstaden New Delhi. Attili ligger 11 meter över havet och antalet invånare är 68 196.
Terrängen runt Attili är mycket platt. Runt Attili är det tätbefolkat, med 913 invånare per kvadratkilometer. Närmaste större samhälle är Bhimavaram, 19,5 km söder om Attili. Trakten runt Attili består till största delen av jordbruksmark.